# Gilruthia osbornii
Gilruthia es un género monotípico de plantas con flores perteneciente a la familia de las asteráceas. Su única especie: Gilruthia osbornii, es originaria de Australia.

## Descripción
Es una  planta herbácea decumbente y anual. Las flores de color amarillo se producen desde agosto a noviembre en los suelos rojos arenosos y limosos de Australia Occidental.

## Taxonomía
Gilruthia osbornii fue descrita por  Ewart & Jean White   y publicado en Proc. Roy. Soc. Victoria n.s., xxii. 14 (1909).
Sinonimia
- Calocephalus skeatsiana Ewart & Jean White	.[4]